# Seleshi Bekele
Seleshi Bekele est un homme politique et universitaire éthiopien. Il est négociateur en chef et conseiller sur les fleuves transfrontaliers et le Grand barrage de la Renaissance éthiopienne (GERD) au Bureau du Premier ministre éthiopien depuis 2021. Il a également été ambassadeur d'Éthiopie auprès des États-Unis de 2022 à 2024.

## Biographie

### Éducation
Seleshi Bekele a obtenu son baccalauréat en génie civil de l'Université d'Addis-Abeba en 1987. Il a ensuite obtenu une maîtrise ès sciences en génie hydraulique de l'Université de Newcastle en 1992 et un doctorat. en génie hydraulique et des ressources en eau de l'Université technique de Dresde en 2001.

### Carrière
Avant d'occuper ses fonctions actuelles, Seleshi Bekele a été ministre de l'Eau, de l'Irrigation et de l'Énergie de l'Éthiopie de 2018 à 2021. Il est connu pour sa participation active aux négociations trilatérales avec le Soudan et l'Égypte concernant le GERD. Il a été le premier ministre de l'Eau à représenter la position de l'Éthiopie sur le GERD devant le Conseil de sécurité des Nations unies.
En mai 2022, Seleshi Bekele a été nommé ambassadeur d'Éthiopie aux États-Unis, poste qu'il a occupé jusqu'en mai 2024, date à laquelle il a quitté le pays pour poursuivre des opportunités de carrière privée,.